# Alois Ambroz
Alois Ambroz (14. listopadu 1913 Cetkovice – 21. března 1991 Cetkovice) byl moravský římskokatolický duchovní, působící v brněnské diecézi, hudební skladatel a kampanolog. V letech 1958-1979 byl administrátorem farnosti Velké Meziříčí.

## Život
Alois Ambroz se narodil do rodiny Amálie rozené Kubínové a Josefa Ambroze, domkáře a bednáře v Cetkovicích. Maturitu složil na reálném gymnáziu v Jevíčku, následně složil doplňkovou maturitní zkoušku z latiny a vstoupil do brněnského kněžského semináře. Dne 5. července 1937 byl v Brně vysvěcen na kněze a 11. července téhož roku slavil primiční Mši svatou v rodné obci. Během kaplanské služby v Jaroměřicích nad Rokytnou (1937-1939) se začal věnovat hudbě. V roce 1941 složil státní zkoušku z klavíru a sborového zpěvu. Od roku 1943 se svolením církevních nadřízených studoval, souběžně s duchovní službou, Státní hudební a dramatickou konzervatoř, kde byl žákem Josefa Blatného. Konzervatoř s přerušením absolvoval v roce 1947. V letech 1947-1948 učil na brněnské konzervatoři, pak učil hudbu a církevní zpěv v brněnském semináři. To skončilo nuceným zrušením semináře v roce 1950.
V letech 1951-1954 musel Alois Ambroz vykonat vojenskou službu u PTP.
Po šesti letech v Jaroměřicích působil v dalších farnostech brněnské diecéze (Brno-Křenová, Brno-Staré Brno, Jemnice). V roce 1958 byl po náhlé smrti děkana Bohumila Buriana ustanoven administrátorem ve Velkém Meziříčí. Současně působil jako diecézní kampanolog a vedl zvonařskou dílnu v Martinicích u Velkého Meziříčí. V roce 1970 pořídil do věže velkomeziříčského kostela svatého Mikuláše nové zvony.
V roce 1979 odešel Alois Ambroz na odpočinek do rodných Cetkovic. Zde žil jako soukromá osoba a s ochotou v případě potřeby vypomáhal v duchovní správě. Zemřel 21. března 1991, a 2. dubna téhož roku jej pohřbil brněnský biskup Vojtěch Cikrle na cetkovickém hřbitově.